# Jakob Zupan
Jakob Zupan, slovenski rimskokatoliški duhovnik, jezikoslovec, prevajalec in pesnik, * 4. julij 1785, Prevoje pri Šentvidu, † 6. februar 1852, Celovec.

## Življenje
Rodil se je v kmečki družini očetu Jožefu in materi Mariji (rojena Cerar). Zupan je leta 1806 v Ljubljani končal študij teologije in bil leta 1809 posvečen. Nato je služboval kot kaplan v Šmarju pri Ljubljani. Od 1815 je bil na ljubljanskem bogoslovju profesor za staro zavezo, na liceju pa je poučeval orientalske jezike. Zaradi svojih nazorov o Rimokatoliški cerkvi in odkritega panslavizma ter nerednega opravljanja duhovniške in profesorske službe je prišel v spor s cerkvenimi in prosvetnimi oblastmi ter bil 1835 prisilno upokojen in pregnan v Celovec.

## Delo
Zupan je prevajal sveto pismo, pisal o slovenski etnologiji, se ukvarjal z zgodovino, raziskoval glagolijaštvo ter zbiral in objavljal ljudske pregovore, katerih je zbral in objavil okoli 500. Odločno je bil proti metelčici in tako posredno podprl Franceta Prešerna in Matijo Čopa.
Zupanova prva pesem je bila objavljena leta 1828 v Illyrisches Blattu. Največ, preko 100 pesmi, pa je objavil v prvih treh zvezkih Krajnske čbelice, katero je tudi sam pomagal ustanoviti in bil njen sourednik. Krajše pesmi je povezoval v cikle (Krajnski Plutarčik, Krajnski Nestorček). Svoje pesmi je pisal brez črk c in s.
Prevajal je srbohrvaške ljudske pesmi in nemške gazele. V prevodih je bil precej samovoljen. Uvajal je preživete jezikovne oblike, veliko uporabljal druge slovanske besede ter sam ustvarjal nove izraze. Tako so bile njegove pesmi in prevodi dostikrat nerazumljivi. Svoje čudaške jezikovne nazore je razložil v sonetu Krajnec dolžen hrovatenja (1831). Zupanove poglede na jezik in književnost so spodbudili Franceta Prešerna k pisanju satiričnih verzov na njegov račun: Ptujo besedarjem in Pevcu brez s in brez c.